# Північно-Центральна область (Буркіна-Фасо)
Північно-Центральна (фр. Centre-Nord) — область в центральній частині Буркіна-Фасо.
- Адміністративний центр — місто Кая.
- Площа — 19508 км², населення — 1 203 073 людини (2006 рік).

Чинний губернатор Північно-Центральній області — Фатімат Леґма.

## Географія
На півночі межує з областю Сахель, на сході — з Східною областю, на південному сході — з Східно-Центральною областю, на півдні — з областю Центральне Плато, на заході — з Північною областю.

## Адміністративний поділ
В адміністративному відношенні Північно-Центральна область підрозділяється на 3 провінції:
| Провінція  | Адм. центр | Населення, чол. (2006) |
| ---------- | ---------- | ---------------------- |
| Бам        | Конгусі    | 277 092                |
| Наментенга | Булса      | 327 749                |
| Санматенга | Кая        | 598 232                |